# Varenne-l'Arconce
Pour les articles homonymes, voir Varenne.
Varenne-l'Arconce est une commune française située dans le département de Saône-et-Loire, en région Bourgogne-Franche-Comté.

## Géographie
Varenne-l'Arconce fait partie du Brionnais.

### Climat
Pour des articles plus généraux, voir Climat de la Bourgogne-Franche-Comté et Climat de Saône-et-Loire.
En 2010, le climat de la commune est de type climat océanique dégradé des plaines du Centre et du Nord, selon une étude du Centre national de la recherche scientifique s'appuyant sur une série de données couvrant la période 1971-2000. En 2020, Météo-France publie une typologie des climats de la France métropolitaine dans laquelle la commune est exposée à un climat océanique altéré et est dans la région climatique Centre et contreforts nord du Massif Central, caractérisée par un air sec en été et un bon ensoleillement.
Pour la période 1971-2000, la température annuelle moyenne est de 10,6 °C, avec une amplitude thermique annuelle de 16,3 °C. Le cumul annuel moyen de précipitations est de 879 mm, avec 12,4 jours de précipitations en janvier et 7,8 jours en juillet. Pour la période 1991-2020, la température moyenne annuelle observée sur la station météorologique de Météo-France la plus proche, « Briant », sur la commune de Briant à 4 km à vol d'oiseau, est de 11,7 °C et le cumul annuel moyen de précipitations est de 930,7 mm. 
La température maximale relevée sur cette station est de 40 °C, atteinte le 12 août 2003 ; la température minimale est de −14,7 °C, atteinte le 31 décembre 1996,,.
Les paramètres climatiques de la commune ont été estimés pour le milieu du siècle (2041-2070) selon différents scénarios d'émission de gaz à effet de serre à partir des nouvelles projections climatiques de référence DRIAS-2020. Ils sont consultables sur un site dédié publié par Météo-France en novembre 2022.

## Urbanisme

### Typologie
Au 1er janvier 2024, Varenne-l'Arconce est catégorisée commune rurale à habitat très dispersé, selon la nouvelle grille communale de densité à sept niveaux définie par l'Insee en 2022.
Elle est située hors unité urbaine. Par ailleurs la commune fait partie de l'aire d'attraction de Paray-le-Monial, dont elle est une commune de la couronne,. Cette aire, qui regroupe 19 communes, est catégorisée dans les aires de moins de 50 000 habitants,.

### Occupation des sols
L'occupation des sols de la commune, telle qu'elle ressort de la base de données européenne d’occupation biophysique des sols Corine Land Cover (CLC), est marquée par l'importance des territoires agricoles (97,4 % en 2018), une proportion identique à celle de 1990 (97,4 %). La répartition détaillée en 2018 est la suivante : prairies (92,4 %), zones agricoles hétérogènes (4,9 %), forêts (2,6 %). L'évolution de l’occupation des sols de la commune et de ses infrastructures peut être observée sur les différentes représentations cartographiques du territoire : la carte de Cassini (XVIIIe siècle), la carte d'état-major (1820-1866) et les cartes ou photos aériennes de l'IGN pour la période actuelle (1950 à aujourd'hui).

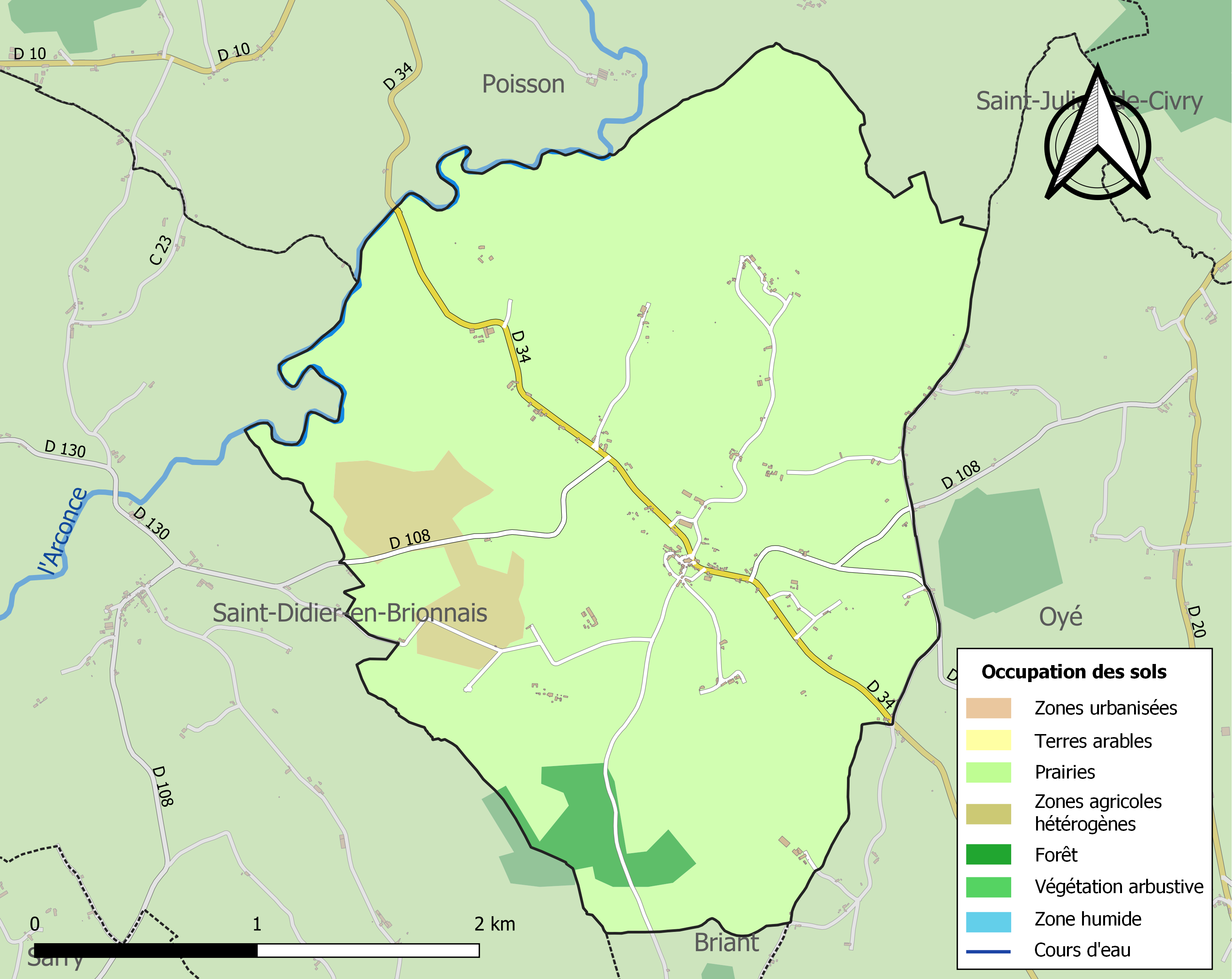
Carte des infrastructures et de l'occupation des sols de la commune en 2018 (CLC).

## Politique et administration
| Période                                  | Période  | Identité           | Étiquette | Qualité   |
| ---------------------------------------- | -------- | ------------------ | --------- | --------- |
| mars 1989                                | mai 2013 | Bernard Buteaud    |           |           |
| juin 2013                                | mai 2020 | Jean-Paul Lamotte  |           |           |
| mai 2020                                 | mai 2021 | Paul De Launay     |           | Démission |
| juillet 2021                             | en cours | Patricia Mommessin |           |           |
| Les données manquantes sont à compléter. |          |                    |           |           |

## Démographie
L'évolution du nombre d'habitants est connue à travers les recensements de la population effectués dans la commune depuis 1793. Pour les communes de moins de 10 000 habitants, une enquête de recensement portant sur toute la population est réalisée tous les cinq ans, les populations de référence des années intermédiaires étant quant à elles estimées par interpolation ou extrapolation. Pour la commune, le premier recensement exhaustif entrant dans le cadre du nouveau dispositif a été réalisé en 2007.

En 2022, la commune comptait 111 habitants, en évolution de −6,72 % par rapport à 2016 (Saône-et-Loire : −1,06 %, France hors Mayotte : +2,11 %).
| 1793 | 1800 | 1806 | 1821 | 1831 | 1836 | 1841 | 1846 | 1851 |
| ---- | ---- | ---- | ---- | ---- | ---- | ---- | ---- | ---- |
| 400  | 398  | 498  | 468  | 486  | 425  | 431  | 451  | 460  |

| 1856 | 1861 | 1866 | 1872 | 1876 | 1881 | 1886 | 1891 | 1896 |
| ---- | ---- | ---- | ---- | ---- | ---- | ---- | ---- | ---- |
| 430  | 424  | 416  | 406  | 415  | 425  | 432  | 402  | 406  |

| 1901 | 1906 | 1911 | 1921 | 1926 | 1931 | 1936 | 1946 | 1954 |
| ---- | ---- | ---- | ---- | ---- | ---- | ---- | ---- | ---- |
| 366  | 348  | 299  | 281  | 283  | 275  | 247  | 238  | 196  |

| 1962 | 1968 | 1975 | 1982 | 1990 | 1999 | 2006 | 2007 | 2012 |
| ---- | ---- | ---- | ---- | ---- | ---- | ---- | ---- | ---- |
| 186  | 151  | 135  | 137  | 134  | 143  | 131  | 129  | 125  |

| 2017 | 2022 | - | - | - | - | - | - | - |
| ---- | ---- | - | - | - | - | - | - | - |
| 117  | 111  | - | - | - | - | - | - | - |

## Culture locale et patrimoine

### Lieux et monuments

#### L'église
Le vocable de Saint-Pierre-aux-Liens, auquel est dédié l'église, indique une origine très ancienne, peut-être gallo-romaine. Rattachée au prieuré de Marcigny par Odilon, abbé de Cluny, en 1094, elle semble avoir été construite au début du XIIe siècle par son successeur, Hugues de Semur. Église en grès, elle contraste avec les autres édifices du Brionnais en calcaire jaune.
En cas de danger, la population se réfugiait dans l'édifice. On remarque au-dessus de la porte latérale sud un élégant tympan représentant « l'Agneau de Dieu ».
Dans l'église on peut voir un admirable christ en bois polychrome du XIIe siècle, que l'on reconnaît à ses trois mèches de cheveux (symbole de la Trinité) et à son grand linge blanc.
En mauvais état, la municipalité a réussi à trouver les financements pour sa restauration 
Remarquable parce que typiquement romane, l'église de Varenne-l'Arconce offre toutefois une autre particularité. Elle possède une très belle série de statues de bois polychrome, datant du XVIe siècle :
- Saint Antoine ;
- Saint Denis, évêque et martyr, qui fut décapité et qui, dit la légende, ramassa sa tête et la porta jusqu'au lieu de son inhumation (abbaye de Saint-Denis, à Paris) ;
- Saint Cosme, qui porte la fiole, patron des chirurgiens ;
- Saint Sébastien, patron des archers, officier romain converti au christianisme, qui mourut criblé de flèches ;
- Saint Roch qui, malade de la peste, fut chassé par tous et nourri par un chien dont le maître finit par le soigner et le guérir lui-même.

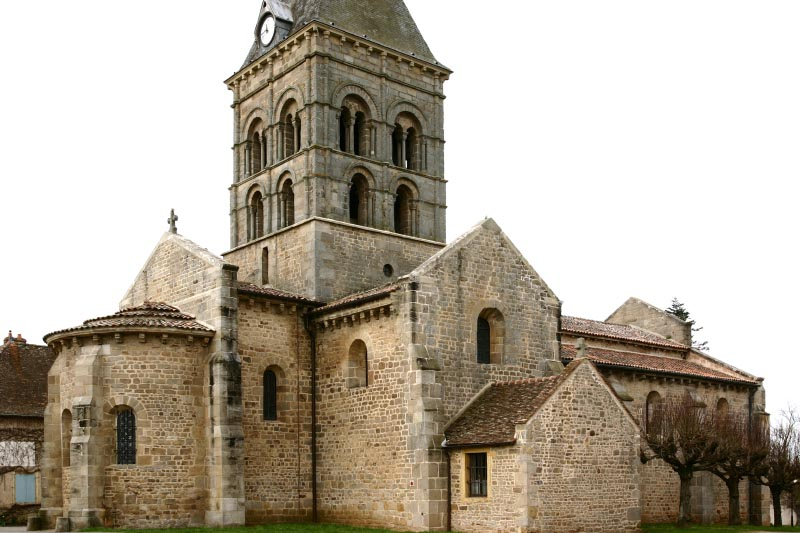
Vue générale du chevet.
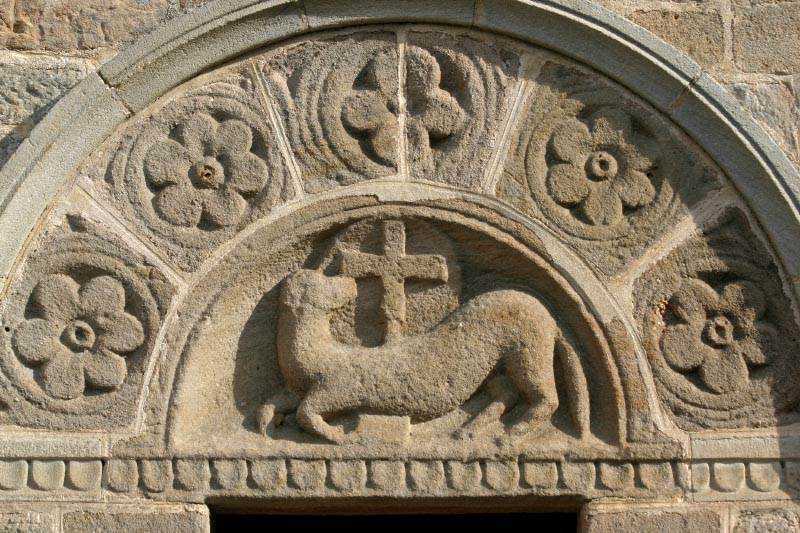
Porte latérale sud.

### Héraldique
| Blason de Varenne-l'Arconce | Blason  | De sinople à la champagne ondée d'azur sommée d'une burelle ondée d'argent ; au chevron renversé d'or brochant sur le tout et accompagné en chef de deux clés d'argent passées en sautoir, les anneaux liés par une chaîne du même.                                                                      |
| Blason de Varenne-l'Arconce | Détails | Le chevron renversé représente un « V », première lettre du nom de la commune. Les clés liées sont attributs de saint Pierre-ès-Liens, patron de l'église locale. Enfin, le bleu et l'onde symbolisent l'Arconce qui arrose la commune, et le vert représente l'agriculture. Adopté le 3 septembre 2020. |

## Pour approfondir